# 納爾布蒂夫卡
51°51′45″N 34°0′9″E / 51.86250°N 34.00250°E
納爾布蒂夫卡（烏克蘭語：Нарбутівка）是位於烏克蘭東北部的村莊，由蘇梅州紹斯特卡區的貝雷扎市鎮負責管轄。該村距離佐里内0.5公里，海拔高度166米，2001年該村落人口70。